# Коді Хей
Ко́ді Хей (англ. Cody Hay; нар. 28 липня 1983, Доусон-Крік, Британська Колумбія, Канада) — канадський фігурист, що виступає у парному спортивному фігурному катанні в парі з Анабель Ланглуа, з якою є чемпіоном Канади з фігурного катання 2008 року, вони також учасники престижних міжнародних змагань з фігурного катання (входили у чільну 10-ку світових першостей з фігурного катання — 10-ті 2007-го і 6-ті 2008 року).

## Кар'єра
До Ланглуа Коді Хей виступав у парі з Дайлан Хоффманн. Особливих успіхів вони не досягли. Виступали на юніорському рівні. 2005 року цей дует розпався і Коді встав у пару з Анабель Ланглуа.
2006 року пара була змушена знятися з етапу Гран-Прі в Москві через неприємний казус — авіакомпанія, послугами якої скористалися фігуристи, щоб дістатися столиці Росії, втратила багаж Ланглуа з її ковзанами.
У 2008 році Ланглуа та Хей виграли титул чемпіонів Канади. Сезон 2008/2009 фігуристи повністю пропускали через серйозну травму в Анабель. Повернувшись на лід, вони завоювали срібні медалі Канадської першості, відтак увійшли до Збірної Канади з фігурного катання на Олімпійських іграх (2010) у майже рідному Ванкувері, де на турнірі спортивних пар стали 9-ми.

## Спортивні досягнення
(з Ланглуа)
| Сезони/Змагання                                     | 2005/2006 | 2006/2007 | 2007/2008 | 2009/2010 |
| --------------------------------------------------- | --------- | --------- | --------- | --------- |
| Зимові Олімпійські ігри                             |           |           |           | 9         |
| Чемпіонати світу з фігурного катання                |           | 10        | 8         |           |
| Чемпіонати Чотирьох Континентів з фігурного катання | 6         | 7         |           |           |
| Чемпіонати Канади з фігурного катання               | 4         | 3         | 1         | 2         |
| Етапи Гран-Прі: «Skate Canada»                      | 4         |           | 4         | 4         |
| Етапи Гран-Прі: «NHK Trophy»                        |           |           | 5         |           |
| Етапи Гран-Прі: «Cup of Russia»                     |           | WD        |           |           |
| Етапи Гран-Прі: «Skate America»                     |           | 4         |           |           |
| Турніри: «Nebelhorn Trophy»                         |           |           |           | 3         |
| Меморіали Карла Шефера                              | 2         |           |           |           |

- WD = знялися зі змагань
- Ланглуа і Хей не брали участі у змаганнях сезону 2008/2009.

(з Хоффманн)
| Сезони/Змагання                       | 2002/2003 | 2003/2004 | 2004/2005 |
| ------------------------------------- | --------- | --------- | --------- |
| Чемпіонати Канади з фігурного катання | 6 N.      | 6 J.      | 5 J.      |
| Етапи юніорського Гран-Прі, Франція   |           |           | 7         |
| Етапи юніорського Гран-Прі, Хорватія  |           | 5         |           |
| Етапи юніорського Гран-Прі, Болгарія  |           | 5         |           |

- N = рівень новачків; J = юніорський рівень